# トゥットリンゲンの戦い
トゥットリンゲンの戦いは三十年戦争における戦闘で1643年11月24日にフランスと神聖ローマ帝国の間で行われた。
フランス軍はジョシアス・ランツァウ、神聖ローマ帝国側はフランツ・フォン・メルシー
が皇帝軍、バイエルン軍、ロレーヌ軍を率いていた。戦いは神聖ローマ帝国軍の奇襲によって冬営していたフランス軍の敗北に終わり、フランス軍はライン川を越えてアルザスへ撤退した。この戦いでメルシーはフランス軍7000人とランツァウを捕虜とした。